# Hyphochytridiomycetes
Hyphochytridiomycetes è una classe appartenente al phylum Heterokonta che comprende 15 specie di organismi simili agli oomiceti, dai quali si differenziano però per la presenza di un unico flagello nelle zoospore. Sono organismi acquatici, parassiti di alghe e funghi o saprofiti su residui di vegetali o insetti.